# Pierre Meyrand
Pierre Jean Marie Meyrand (ur. 3 sierpnia 1932 w Paryżu, zm. 25 października 1999 w Brunoy) – francuski aktor.
Odtwórca roli Honoriusza Balzaka w zrealizowanym w 1973 w koprodukcji polsko-francuskiej serialu TV pt. Wielka miłość Balzaka (fr. Un Grand Amour de Balzac).
Aktorską karierę rozpoczynał w 1958 u Rogera Planchona w Teatrze Miejskim (obecnie pod nazwą Narodowy Teatr Popularny) w Villeurbanne. W latach 1975–1985 pełnił funkcję dyrektora teatru w Chelles; a następnie został dyrektorem Narodowego Centrum Dramatycznego Teatru Unii w Limoges. Stanowisko to pełnił do 1996.
Jego żoną była aktorka Arlette Téphany (ur. 1935, zm. 2018)
Zmarł w następstwie choroby nowotworowej w wieku 67 lat.

## Wybrana filmografia
- Zakonnica (1966) jako pan Manouri
- Wielka miłość Balzaka (1973; serial TV) jako Honoriusz Balzak
- Maria Antonina (1975; serial TV) jako Mirabeau
- Akta 51 (1978) jako ojciec agenta
- Mąż fryzjerki (1990) jako brat Antoine’a
- Trzej bracia (1995) jako Charles-Henri Rougemont, przyszły teść Didiera
- Znamy tę piosenkę (1997) jako właściciel kawiarni
- Lukratywna dobroczynność (1998) jako burmistrz